# 카를 뮐러 (천문학자)
카를 뮐러(체코어: Karl Müller, 1866년 ~ 1942년)는 체코의 천문학자였다. 뮐러는 국제천문연맹의 달 위원회(Lunar Commission)에서 달의 구조물의 명명법을 표준화하는 것에 대해 메리 아델라 블래그와 협력했다. 블래그와 함께 뮐러는 1935년에 《The Named Lunar Formations》라는 제목의 2권으로 된 책을 만들었으며, 달의 구조물에 대한 표준 참조가 되었다.
달의 충돌구 뮐러는 그의 이름을 따서 지어졌다.